# Encrypting File System
Encrypting File System (EFS) deo je mehanizma sigurnosti i obezbeđuju autorizaciju. Oni su jedan od načina autorizacije, koji joj daje veću bezbednosni nivo. EFS kao sistem zaštite podataka je uveden sa Windows 2000 operativnim sistemom.

## Simetrična enkripcija
Simetrična enkripcija predstavlja šifrovanje poruka, pri čemu i za šifrovanje i za dešifrovanje koristimo istu šifru (takozvani ključ). Algoritme simetričnog kriptovanja delimo u dve grupe: stream šifrovanje i blok šifrovanje. Stream šifrovanje radi tako da se enkripcija poruke (originala) vrši bit po bit, dok se kod blok šifrovanja enkripcija vrši po blokovima podataka, tj. uzimaju se blokovi od više bitova (64, 128, 196, 256...), te se enkriptiraju kao celina.

## Asimetrična enkripcija
Ove algoritme nazivamo još i algoritmima s javnim ključem (engl. public-key algorithms). Dozvoljeno da se jedan od ključeva potrebnih za enkripciju/dekripciju objavi javno (npr. Internet, novine). Uglavnom, simetrični algoritmi su po svojoj prirodi brži, tj. implementacija na računaru se brže odvija od implementacije asimetričnih algoritama. Međutim, zbog nekih prednosti asimetričnih algoritama u praksi se obe vrste algoritama isprepliću u cilju bolje zaštite poruka.
Obično se asimetrični algoritmi koriste za enkripciju slučajno generisanog broja koji služi kao ključ za enkripciju originalne poruke metodama simetričnih algoritama. Ovo se naziva hibridnom enkripcijom. Jedan od najkorišenijih algoritama za enkripciju sa javnim ključem je RSA.

## Način rada
EFS funkcioniše tako što za svaki fajl koji se enkriptuje pomoću simetrične enkripcije, koristi poseban ključ (FEK, engl. File encryption key). Zatim se enkriptuje i ključ koji je korišćen i to pomoću javnog ključa iz EFS sertifikata tog korisnika. Pošto je ta osoba jedina koja ima pristup privatnom ključu jedino ona moze da dekriptuje ključ kojim je fajl enkriptovan i jedino će ona imati pristup fajlu. Ceo ovaj postupak je transparentan, korisnik otvara i pristupa svojim fajlovim bez ikakve razlike u odnosu na one fajlove koji nisu enkriptovani, naravno sa tom razlikom sto drugi korisnici neće imati pristup tom fajlu .
EFS ima nekoliko nedostataka, najveći od njih bi bio to što njegova sigurnost zavisi uveliko od toga koliko je korisnička šifra sigurna a takođe i od fizičke sigurnosti, pošto je moguće promeniti šifru korisnika, ako imamo fizički pristup samom računaru. Ovo je moguće prevazići korišćenjem nekih od komercijalnih programa, kao na primer PGP. Sa njim je moguće enkriptovati ceo  računara i tako čak ni prilikom krađe laptopa nije moguće doći do podataka koji se nalaze na enkriptovanom disku.

### PGP
PGP (engl. Pretty good privacy) je kreiran od strane Fila Zimermana 1991. PGP kao i slični programi poštuju OpenPGP standard za enkriptovanje i dekriptovanje podataka. Ovaj program podržava sledeće operativne sisteme : Linuks, Windows, Mac OS X. PGP je hibridni sistem za enkripciju, jer kombinuje i simetričnu i asimetričnu enkripciju.

## Spoljašnje veze
- Dokumentacija o EFS u Windows Serveru 2008 i Windows Visti
- Enkriptovani fajl sistem u Windows-u XP i Windows Serveru 2003